# Joeri Trofimov (wielrenner)
Joeri Viktorovitsj Trofimov (Russisch: Юрий Викторович Трофимов; Igra, 26 januari 1984) is een Russisch wielrenner die anno 2018 rijdt voor Rádio Popular-Boavista. In 2004 eindigde hij op plek 27 in de olympische mountainbikerace in Athene. Tussen 2011 en 2015 reed de Rus - die de bijnaam 'телец' met zich meedraagt, wat Russisch is voor 'de Taurus' - voor het Russische Katjoesja.

## Belangrijkste overwinningen
2006
Parijs-Troyes
2007
1e etappe Driedaagse van Vaucluse
Parijs-Troyes
La Roue Tourangelle
2008
3e etappe Ster van Bessèges
Eindklassement Ster van Bessèges
5e etappe Critérium du Dauphiné Libéré
2009
2e etappe Ronde van het Baskenland
2014
4e etappe Critérium du Dauphiné
2015
 Russisch kampioen op de weg, Elite
2017
1e etappe Vijf ringen van Moskou
Eindklassement Vijf ringen van Moskou

## Resultaten in voornaamste wedstrijden
| Jaar | Ronde van Italië | Ronde van Frankrijk | Ronde van Spanje |
| ---- | ---------------- | ------------------- | ---------------- |
| 2008 |                  | opgave              |                  |
| 2009 |                  | 47e                 |                  |
| 2010 | 28e              |                     |                  |
| 2011 |                  | 30e                 | 124e             |
| 2012 |                  | 51e                 |                  |
| 2013 | 13e              | 51e                 |                  |
| 2014 |                  | 14e                 | 72e              |
| 2015 | 10e              |                     |                  |
| 2016 |                  |                     | 35e              |

| Jaar | Amstel Gold Race | Luik-Bast.‑Luik | Ronde van Lombardije | Waalse Pijl |  | WK op de weg |  | Wereldranglijsten |
| ---- | ---------------- | --------------- | -------------------- | ----------- |  | ------------ |  | ----------------- |
| 2008 |                  | opgave          |                      | 14e         |  |              |  | 99e (UPT)         |
| 2009 |                  |                 |                      |             |  |              |  | 132e (UWK)        |
| 2010 |                  | 26e             |                      | 36e         |  | opgave       |  |                   |
| 2011 | opgave           | opgave          |                      | 99e         |  |              |  |                   |
| 2012 |                  | 32e             | opgave               | 84e         |  | 40e          |  |                   |
| 2013 |                  | 26e             | 39e                  | 97e         |  |              |  | 117e (UWT)        |
| 2014 |                  |                 |                      |             |  | 35e          |  | 86e (UWT)         |
| 2015 |                  |                 | 25e                  |             |  |              |  | 81e (UWT)         |
| 2016 | opgave           | 81e             |                      | 89e         |  |              |  |                   |

## Ploegen
- 2005 –  Omnibike Dynamo Moscow
- 2006 –  Omnibike Dynamo Moscow
- 2007 –  Moscow Stars
- 2008 –  Bouygues Télécom
- 2009 –  Bbox Bouygues Telecom
- 2010 –  Bbox Bouygues Telecom
- 2011 –  Katjoesja Team
- 2012 –  Katjoesja Team
- 2013 –  Katjoesja
- 2014 –  Team Katjoesja
- 2015 –  Team Katjoesja
- 2016 –  Tinkoff
- 2017 –  Caja Rural-Seguros RGA (tot 27-7)
- 2018 –  Rádio Popular-Boavista

Wielerploegen van Joeri Trofimov
Belgy ·
Bernaudeau ·
Bonnaire ·
Champion ·
Claude ·
Clement ·
Clerc ·
Crosbie ·
Fédrigo ·
Florencio ·
Gaudin ·
Gène ·
Geslin ·
Haddou ·
Jérôme ·
Labbe ·
Lefèvre ·
Martias ·
Pichot ·
Pineau ·
Pütsep ·
Quéméneur ·
Renier ·
Sokolov ·
Sprick ·
Trofimov ·
Tschopp ·
Turgot ·
Voeckler ·
Jeandesboz (stagiair) 
Arashiro ·
Belgy ·
Bernaudeau ·
Bonnaire ·
Bonnet ·
Bouyer ·
Chainel ·
Claude ·
Fédrigo ·
Gaudin ·
Gautier ·
Gène ·
Haddou ·
Jérôme ·
Labbe ·
Lefèvre ·
Le Floch ·
Martias ·
Pichot ·
Quéméneur ·
Rolland ·
Sokolov ·
Sprick ·
Trofimov ·
Tschopp ·
Turgot ·
Voeckler ·
Cousin (stagiair) ·
Guay (stagiair) ·
Hurel (stagiair) 
Arashiro ·
Bernaudeau ·
Bichot ·
Bonnet ·
Bouyer ·
Chainel ·
Charteau ·
Claude ·
Fédrigo ·
Gaudin ·
Gautier ·
Gène ·
Haddou ·
Jérôme ·
Lefèvre ·
Le Floch ·
Pichot ·
Quéméneur ·
Rolland ·
Sprick ·
Trofimov ·
Tschopp ·
Turgot ·
Voeckler ·
Vogondy ·
Cousin (stagiair) ·
Hurel (stagiair) ·
Reza (stagiair) 
Arguelyes · 
Broett · 
Caruso ·
Di Luca ·
Galimzjanov ·
Goesev ·
Horrach · 
Hoste · 
Ignatenko · 
Ignatjev · 
Isajtsjev ·
Ivanov ·
Karpets ·
Koetsjynski ·
Kolobnev ·
Kritski ·
Losada · 
Mironov ·
Moreno ·   
Ovetsjkin · 
Paolini ·
Pliușchin · 
Porsev · 
Pozzato · 
Rodríguez · 
Silin · 
Troesov · 
Trofimov ·
Vandenbergh · 
Vantomme ·
Vorganov
Belkov · 
Broett · 
Caruso ·
Florencio ·
Freire ·
Galimzjanov (tot 15/04) ·
Goesev ·
Haller ·
Horrach · 
Ignatenko · 
Ignatjev · 
Isajtsjev ·
Koetsjynski ·
Kolobnev ·
Kristoff ·
Kritski ·
Losada · 
Mensjov ·
Moreno ·   
Paolini · 
Porsev ·  
Rodríguez · 
Selig ·
Smukulis · 
Špilak · 
Tsatevitsj · 
Trofimov ·
Vantomme ·
Vicioso · 
Vorganov ·
Koeznetsov (stagiair) ·
Vorobjov (stagiair) ·
Zakarin (stagiair)
Belkov · 
Broett · 
Caruso ·
Florencio ·
Goesev ·
Haller · 
Ignatenko · 
Ignatjev · 
Isajtsjev ·
Koetsjynski ·
Koeznetsov ·
Kolobnev ·
Kozontsjoek ·
Kristoff ·
Kritski ·
Losada · 
Mensjov (tot 19/05) ·
Moreno ·   
Paolini · 
Porsev ·  
Rodríguez · 
Selig ·
Smukulis · 
Špilak · 
Tsatevitsj · 
Tsjernetski ·
Trofimov ·
Vicioso · 
Vorganov ·
Vorobjov ·
Antonov (stagiair) ·
Razoemov (stagiair) ·
Nikolajev (stagiair) 
Belkov · Broett · Caruso · Goesev · Haller · Ignatenko · Ignatjev · Isajtsjev · Koetsjynski · Koeznetsov · Kolobnev · Kotsjetkov · Kozontsjoek · Kristoff · Losada · Moreno · Paolini · Porsev · Rodríguez · Rybakov · Selig · Silin · Smukulis ·  Špilak · Trofimov · Tsatevitsj · Tsjernetski · Vicioso · Vorganov · Vorobjov · Bystrøm (stagiair)
Belkov · Bystrøm · Caruso · Guarnieri · Haller · Isajtsjev · Koeznetsov · Kolobnev · Kotsjetkov · Kozontsjoek · Kristoff · Lagoetin · Losada · Machado · Moreno · Paolini · Porsev · Rodríguez · Selig · Silin · Smukulis ·  Špilak · Trofimov · Tsatevitsj · Tsjernetski · Vicioso · Vorganov · Vorobjov · Zakarin · Politt (stagiair) · Restrepo (stagiair)
Baška · Bennati · Blythe · Boaro · Bodnar · Broett · Contador · Gatto · Gogl · Hansen · Hernández · Kišerlovski · Kolář · Kreuziger · Majka · McCarthy · Paulinho · Petrov · Poljański · Rogers · Rovny · J. Sagan · P. Sagan   · Tosatto · Trofimov · Troesov · Valgren · Ballerini (stagiair) · Fortunato (stagiair) · Montagnoli (stagiair)
Aranburu · Arroyo · Benito · Butler · Celano · Ferrari · Irisarri · Lastra · Mas · Molina · Oien · Page · Pardilla · Prades · Reis · Rosón · Rubio · Sáez · Schultz · Trofimov · Zabala · Pelegrí (stagiair) · Serrano (stagiair) · Sola (stagiair)
Benta · Cardoso · Gomes · Gonçalves · Moreira · Pelegrí · Rodrigues · Salgado · Silin · Trofimov